# آلیسیا بریجز
آلیسیا بریجز (انگلیسی: Alicia Bridges؛ زادهٔ ۱۵ ژوئیهٔ ۱۹۵۳) یک موسیقی‌دان اهل ایالات متحده آمریکا است. وی از سال ۱۹۷۷ میلادی تاکنون مشغول فعالیت بوده‌است.